# Irlanda Independent

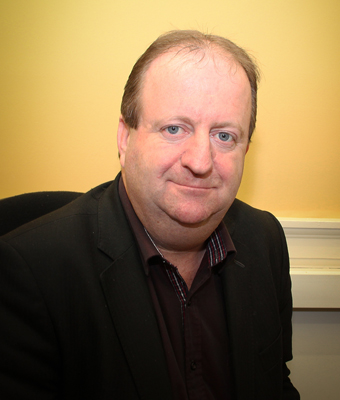
Michael Collins, un dels fundadors del partit.

Irlanda Independent (en anglès Independent Ireland) és un partit polític conservador irlandès.
El partit es va registrar el 8 de novembre de 2023 impulsat pels diputats independents Michael Collins i Richard O'Donoghue, que cercaven constituir una alternativa constructiva tant a la coalició de govern (FF-FG-GP) com a l'oposició del Sinn Fein, plantejant-se la fita d'aconseguir una desena d'escons a les properes eleccions legislatives.
Al desembre del mateix any el partit participaria d'un acte organitzat per l'ECR anomenat "La família dels conservadors europeus s'està expandint". Al febrer de 2024 integrarien un tercer diputat provinent dels independents, Michael Fitzmaurice. El mateix mes, els consellers Shane P. O'Reilly i Declan Geraghty es van unir al partit i van anunciar la seva intenció de presentar-se a la reelecció als Consells del Comtat de Cavan i Galway, respectivament. John O'Donoghue es va unir al partit el març de 2024 per ser reelegit al Consell de la ciutat i del comtat de Limerick.

## Resultats electorals

### Eleccions generals
| Any  | Vots 1a pref. | %     | Escons  | ± | Govern         |
| ---- | ------------- | ----- | ------- | - | -------------- |
| 2024 | 78 276        | 3.55% | 4 / 174 | 1 | Per determinar |

### Eleccions locals
| Any  | Vots 1a pref. | %    | Escons   | ±   |
| ---- | ------------- | ---- | -------- | --- |
| 2024 | 51,562        | 2.8% | 23 / 949 | Nou |

### Eleccions europees
| Any  | Líder           | Vots 1a pref. | %          | Escons | +/− | Grup Europeu |
| ---- | --------------- | ------------- | ---------- | ------ | --- | ------------ |
| 2024 | Michael Collins | 108,685       | 6.23% (#4) | 1 / 14 | Nou | Renovar      |